# Tamopsis cooloolensis
Tamopsis cooloolensis är en spindelart som beskrevs av Baehr 1987. Tamopsis cooloolensis ingår i släktet Tamopsis och familjen Hersiliidae.
Artens utbredningsområde är Queensland. Inga underarter finns listade i Catalogue of Life.